# 中国驻圭亚那大使列表
本列表为中華人民共和國驻圭亚那历任大使名录。

## 历任中国驻圭亚那大使

### 附：中华民国驻佐治城领事（1943年－1950年）
1943年，中华民国在英属圭亚那首府佐治城设立领事馆。1950年，英国承认中华人民共和国，中华民国撤销驻英国使领馆。
| 姓名   | 任命          | 到任          | 免职          | 离任      | 领事职务 | 备注 | 备注 |
| ------ | ------------- | ------------- | ------------- | --------- | -------- | ---- | ---- |
| 梁绍文 | 1943年6月15日 | 1943年9月23日 | 1947年9月17日 |           | 领事     |      |      |
| 吕彦深 | 1947年9月17日 |               |               | 1950年1月 | 领事     |      |      |

### 附：中华人民共和国驻圭亚那商务办事处主任（1972年）
1971年11月14日，中华人民共和国与圭亚那合作共和国达成互设商务办事处的协议。1972年6月27日，两国建交，商务办事处升格为大使馆，办事处主任改任大使馆临时代办。
| 姓名   | 任命   | 到任          | 递交介绍信    | 免职   | 离任      | 职务 | 备注         | 备注 |
| ------ | ------ | ------------- | ------------- | ------ | --------- | ---- | ------------ | ---- |
| 聂功成 | 不適用 | 1972年3月11日 | 1972年3月12日 | 不適用 | 1972年6月 | 主任 | 改任临时代办 |      |

### 中华人民共和国驻圭亚那大使（1972年至今）
1972年6月27日，中华人民共和国与圭亚那建交。
| 姓名   | 任命           | 任命           | 到任           | 递交国书       | 免职           | 免职           | 离任           | 外交衔级 | 外交职务     | 备注                 |
| 姓名   | 全国人大常委会 | 主席           | 到任           | 递交国书       | 全国人大常委会 | 主席           | 离任           | 外交衔级 | 外交职务     | 备注                 |
| ------ | -------------- | -------------- | -------------- | -------------- | -------------- | -------------- | -------------- | -------- | ------------ | -------------------- |
| 聂功成 | 不適用         | 不適用         | 1972年6月      |                | 不適用         | 不適用         | 1973年3月      | 参赞     | 临时代办     | 筹备开馆             |
| 王占元 | 不適用         | 不適用         | 1973年3月28日  | 1973年4月2日   | 1979年4月3日   | 不適用         | 1979年5月4日   | 大使     | 特命全权大使 | 兼驻特立尼达和多巴哥 |
| 王言昌 | 1979年6月12日  | 不適用         | 1979年8月      | 1979年8月30日  | 1983年3月5日   | 不適用         | 1983年2月1日   | 大使     | 特命全权大使 | 兼驻特立尼达和多巴哥 |
| 杨迈   | 1983年5月9日   | 不適用         | 1983年7月      | 1983年7月28日  | 1984年7月7日   | 1984年12月14日 | 1984年10月14日 | 大使     | 特命全权大使 |                      |
| 倪政建 | 1984年7月7日   | 1984年12月14日 | 1984年12月     | 1984年12月12日 | 1987年6月23日  | 1987年9月9日   | 1987年8月      | 大使     | 特命全权大使 |                      |
| 杨增业 | 1987年6月23日  | 1987年9月28日  | 1987年10月     | 1987年10月30日 | 1991年6月29日  | 1991年9月3日   | 1991年8月16日  | 大使     | 特命全权大使 |                      |
| 王保民 | 1991年6月29日  | 1991年9月3日   | 1991年9月      | 1991年9月19日  | 1994年7月5日   | 1994年10月19日 | 1994年10月9日  | 大使     | 特命全权大使 |                      |
| 张愉   | 1994年7月5日   | 1994年10月19日 | 1994年10月     | 1994年11月7日  | 1996年8月29日  | 1996年12月18日 | 1996年12月5日  | 大使     | 特命全权大使 |                      |
| 王富元 | 1996年8月29日  | 1996年12月18日 | 1996年12月     | 1996年12月19日 | 1999年12月25日 | 2000年7月26日  | 2000年3月      | 大使     | 特命全权大使 |                      |
| 吴正龙 | 1999年12月25日 | 2000年7月26日  | 2000年5月      | 2000年5月15日  | 2001年12月29日 | 2002年3月25日  | 2002年2月      | 大使     | 特命全权大使 |                      |
| 宋涛   | 2001年12月29日 | 2002年3月25日  | 2002年3月      | 2002年4月3日   | 2004年6月25日  | 2004年10月14日 | 2004年8月      | 大使     | 特命全权大使 |                      |
| 沈庆   | 2004年6月25日  | 2004年10月14日 | 2004年9月15日  | 2004年9月20日  | 2006年8月27日  | 2006年12月15日 | 2006年10月     | 大使     | 特命全权大使 |                      |
| 张君高 | 2006年8月27日  | 2006年12月15日 | 2006年12月5日  | 2006年12月6日  | 2010年4月29日  | 2010年9月1日   | 2010年7月      | 大使     | 特命全权大使 |                      |
| 于文哲 | 2010年4月29日  | 2010年9月1日   | 2010年8月20日  | 2010年8月23日  | 2012年8月31日  | 2012年12月25日 | 2012年11月     | 大使     | 特命全权大使 |                      |
| 张利民 | 2012年8月31日  | 2012年12月25日 | 2012年12月6日  | 2012年12月10日 | 2016年9月3日   | 2017年1月6日   | 2016年11月     | 大使     | 特命全权大使 |                      |
| 崔建春 | 2016年9月3日   | 2017年1月6日   | 2017年1月2日   | 2017年1月4日   | 2020年12月26日 | 2021年11月11日 | 2021年1月      | 大使     | 特命全权大使 |                      |
| 郭海燕 | 2021年8月20日  | 2021年11月11日 | 2021年10月15日 | 2021年10月29日 |                | 2025年5月19日  | 2024年12月10日 | 大使     | 特命全权大使 |                      |
| 杨扬   |                | 2025年5月19日  | 2025年4月17日  | 2025年4月23日  | 现任           |                |                | 大使     | 特命全权大使 |                      |